# Neri Espinosa
Neri Alberto Espinosa (La Llave, provincia de Mendoza, Argentina; 4 de julio de 1986) es un exfutbolista argentino. Jugaba como mediocampista y su último equipo fue Ciudad Bólivar.

## Clubes
| Club                     | País      | Año       |
| ------------------------ | --------- | --------- |
| San Martín (MC)          | Argentina | 2002-2004 |
| Villa Atuel              | Argentina | 2005-2006 |
| Sportivo Pedal           | Argentina | 2007-2008 |
| Gimnasia La Plata        | Argentina | 2010      |
| Gimnasia y Esgrima (CdU) | Argentina | 2010-2011 |
| SC Pacífico              | Argentina | 2012-2013 |
| Gimnasia de Mendoza      | Argentina | 2013-2019 |
| Deportivo Maipú          | Argentina | 2019-2021 |
| Gimnasia de Mendoza      | Argentina | 2021      |
| Arg.Alvear               | Argentina | 2021-2022 |
| Ciudad Bolívar           | Argentina | 2022-2024 |

## Palmarés

### Campeonatos nacionales
| Título             | Club                   | País      | Año     |
| ------------------ | ---------------------- | --------- | ------- |
| Torneo Argentino B | Gimnasia y Esgrima (M) | Argentina | 2013-14 |

### Otros logros
| |
| - Ascenso a la Primera B Nacional con Gimnasia de Mendoza en el Torneo Federal A 2014. - Ascenso a la Primera B Nacional con Gimnasia de Mendoza en el Torneo Federal A 2017-18. |